# Londonthorpe and Harrowby Without
Londonthorpe and Harrowby Without est une paroisse civile du Lincolnshire, en Angleterre. Elle inclut le village de Londonthorpe et le hameau de Harrowby.